# Pseudoceros dimidiatus
Pseudoceros dimidiatusは、ニセツノヒラムシ属に属するヒラムシの一種。
この種には特徴の違う、タイプが2種類存在する。

## 特徴

### タイプA

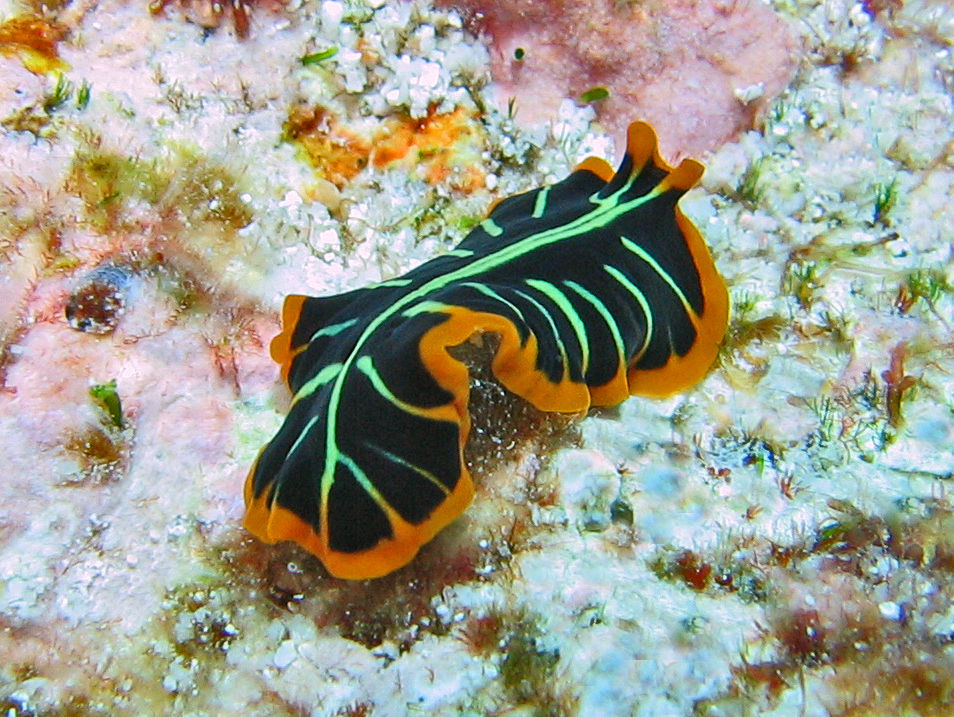
タイプA

体が黒く、明るい緑の魚の骨のような筋が広がっており、縁がオレンジ色で極太い。図鑑やシュノーケリングなどでよく見るタイプでもある。

### タイプB

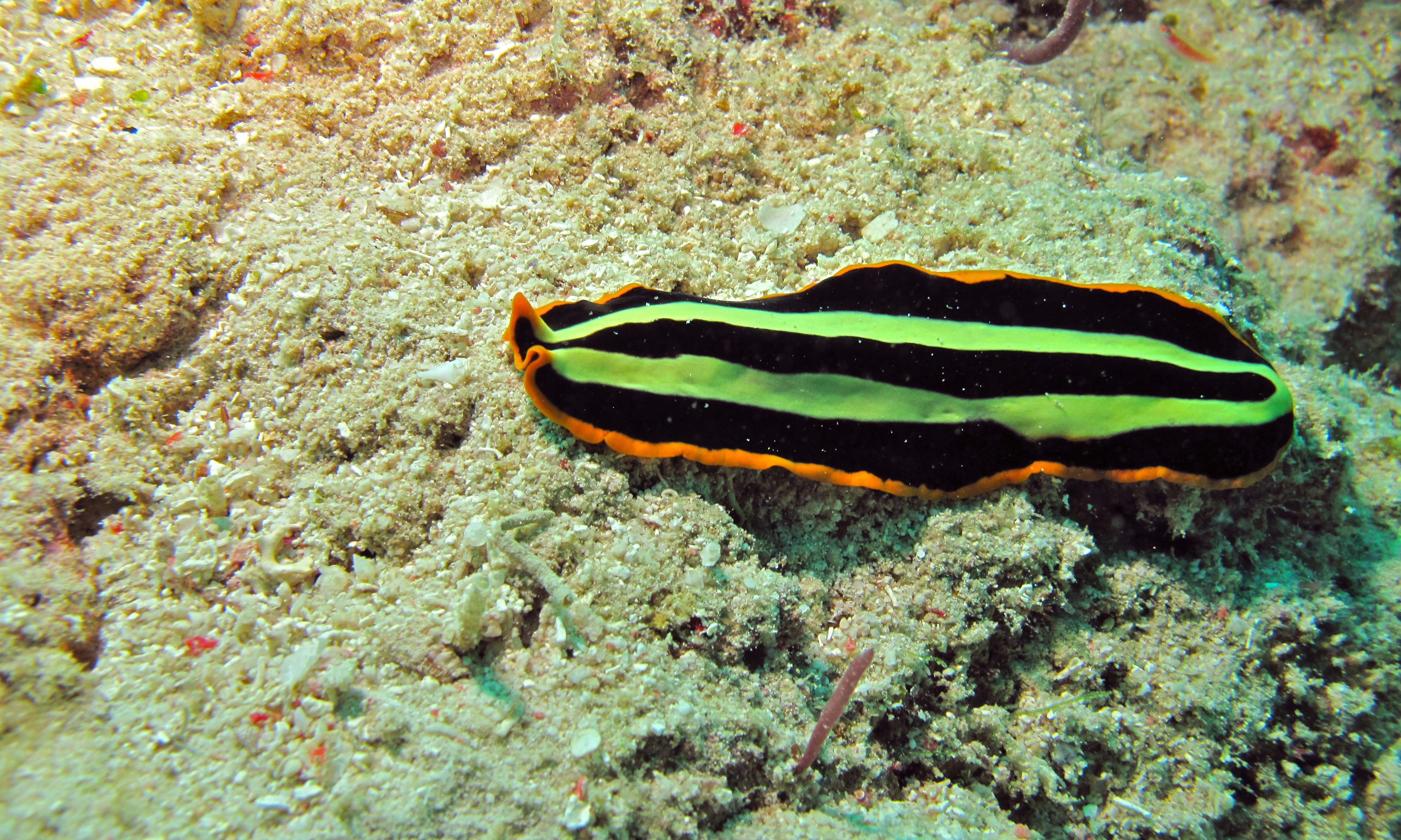
タイプB

こちらはめったに見ないレアなタイプ。オレンジ色の縁はタイプAと同じだが、魚の骨のようなものが見当たらず、黒い縦の線が入っている。胴体は明るい緑だが、ひれのような部分は黒くなっている。

## 生息
太平洋やインド洋熱帯域で見かけるが、日本だと、慶良間諸島、沖縄、伊豆諸島などの南でみられる。